# Бём, Татьяна
Татьяна Бём (нем. Tatjana Böhm; род. 14 ноября 1954, Карл-Маркс-Штадт) — немецкий политик. Соучредитель Независимого женского союза, министр без портфеля ГДР.
В 1973—1974 годах Бём изучала философию, в 1975—1980 годах — социологию в Берлинском университете. В 1976 году вступила в СЕПГ. До 1983 года являлась научным сотрудником Института социологии и социальной политики Академии наук ГДР. До 1986 года занимала должность ассистента Института социологии Берлинского университета.
В конце 1989 года заявила о выходе из СЕПГ и стала одной из соучредительниц Независимого женского союза. До марта 1990 года выступала представителем НЖС на заседаниях Центрального круглого стола, с февраля по апрель занимала должность министра без портфеля в правительстве Модрова. С июня по октябрь являлась сотрудником фракции «Союза 90/Зелёные» в Народной палате ГДР.